# Чиликин, Геннадий Никитович
Геннадий Никитович Чиликин (1924, Калуга — 1989, там же) — советский государственный деятель.

## Биография
С августа 1941 года воевал разведчиком на фронтах Великой Отечественной войны — Центральном, Калининском, 2-м Прибалтийском, 1-м и 4-м Украинских; был трижды ранен (1942, 1943, 1945). Войну закончил командиром отделения 36-го пластунского полка 9-й Краснодарской дивизии в звании старшего сержанта.
В 1961—1964 годах — заместитель председателя, в 1964—1974 — председатель Калужского горисполкома. Был инициатором присвоения в 1971 году маршалу Г. К. Жукову звания «Почётный гражданин г. Калуги», за что получил строгое взыскание по партийной линии.
В 1974—1989 годах — заместитель председателя Калужского облисполкома, председатель облплана. Курировал строительство областной больницы, содействовал созданию в 1984 году отделения терапии для ветеранов войн.

## Награды
- Орден Славы III степени (28 февраля 1945)[6]
- Орден Красной Звезды (22 апреля 1945)[1]
- Орден Отечественной войны II степени (10 июля 1945)[2]
- Орден Отечественной войны I степени (6 апреля 1985)[7]
- медали;
- Почётный гражданин Калуги (14 ноября 2000, посмертно)[3].